# Monte Beerwah
Il monte Beerwah è il più alto dei dieci vulcani nelle Glass House Mountains, situato 22 km a nord di Caboolture in South East Queensland, in Australia.

## Geografia

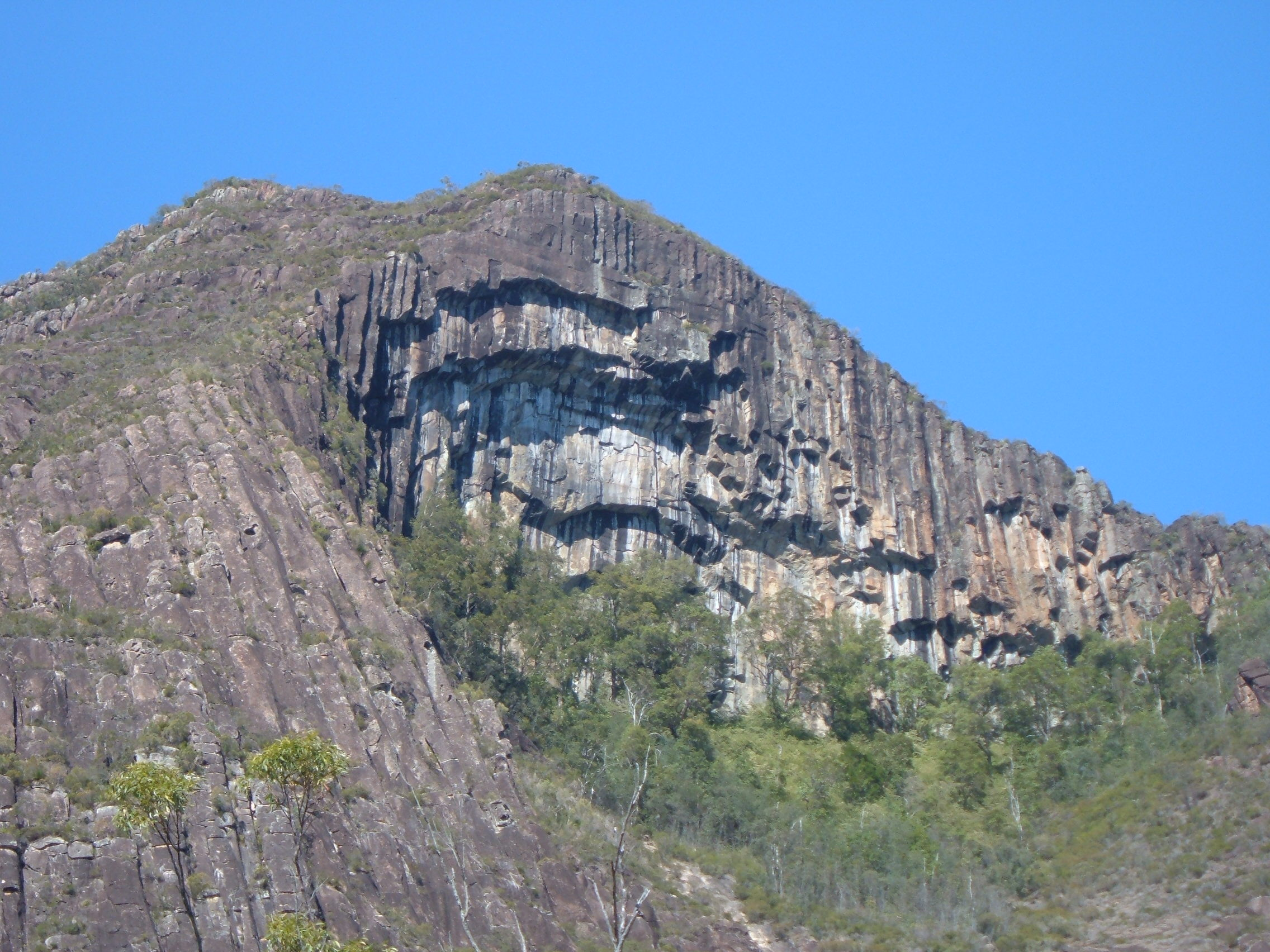
L'unica parte rocciosa del monte Beerwah

Il monte Beerwah ha due picchi, il più alto è di 556 metri di altezza. Si tratta di una delle montagne più visivamente importanti del sud-est del Queensland.
Formatasi 26 milioni di anni fa, la montagna è fondamentalmente una colonna di trachite: possiede un lato interno simile ad una scogliera denominata "le canne dell'organo" e, alla sua base, presenta una serie di piccole grotte.
La prima persona bianca a scalarne il picco fu Andrew Petrie con suo figlio John Petrie.

## Nella mitologia
Nella mitologia australiana aborigena della regione, il monte Beerwah era la madre di tutte le altre montagne della regione e il monte Tibrogargan il loro padre; la madre è ancora "incinta", secondo la leggenda aborigena.
Gli Aborigeni locali amavano scalare queste montagne per motivi sconosciuti.